# Betriebsstätte
Betriebsstätte ist ein Begriff des nationalen und internationalen Steuerrechts. Im nationalen Steuerrecht knüpfen an das Bestehen einer Betriebsstätte verschiedene Rechtsfolgen an. Im bilateralen Recht der sog. Doppelbesteuerungsabkommen erlaubt das Bestehen einer Betriebsstätte dem sogenannten Betriebsstättenstaat grundsätzlich den ertragsteuerlichen Zugriff auf das durch diese erwirtschaftete Einkommen (vgl. Art. 5 und 7 OECD-Musterabkommen). Auch das Europarecht knüpft in verschiedenen steuerlichen Regelungsbereichen in der deutschen Sprachfassung an den Begriff der Betriebsstätte an.

## Innerstaatliches Recht
§ 12 Abs. 1 Abgabenordnung (AO) definiert eine Betriebsstätte als jede feste Geschäftseinrichtung oder Anlage, die der Tätigkeit eines Unternehmens dient. Als Betriebsstätten sind insbesondere anzusehen: die Stätte der Geschäftsleitung, Zweigniederlassungen, Geschäftsstellen, Fabrikations- oder Werkstätten, Warenlager, Ein- oder Verkaufsstellen, Bergwerke, Steinbrüche oder andere stehende, örtlich fortschreitende oder schwimmende Stätten der Gewinnung von Bodenschätzen, Bauausführungen oder Montagen, auch örtlich fortschreitende oder schwimmende, wenn entweder die einzelne Bauausführung oder Montage oder wenn eine von mehreren zeitlich nebeneinander bestehenden Bauausführungen oder Montagen oder wenn mehrere ohne Unterbrechung aufeinander folgende Bauausführungen oder Montagen länger als sechs Monate dauern.

### Lohnsteuer
Bei Einkünften aus nichtselbständiger Arbeit, d. h. Lohn und Gehalt, wird die Einkommensteuer durch Abzug vom Arbeitslohn erhoben (Lohnsteuer), soweit der Arbeitslohn von einem Arbeitgeber gezahlt wird, der im Inland einen Wohnsitz, seinen gewöhnlichen Aufenthalt, seine Geschäftsleitung, seinen Sitz, eine Betriebsstätte oder einen ständigen Vertreter hat (inländischer Arbeitgeber, § 38 Abs. 1 EStG). Betriebsstätte im spezifisch lohnsteuerrechtlichen Sinn ist der Betrieb oder Teil des Betriebs des Arbeitgebers, in dem der für die Durchführung des Lohnsteuerabzugs maßgebende Arbeitslohn ermittelt wird (§ 41 Abs. 2 EStG).

### Gewerbesteuer
Der Gewerbesteuer unterliegt jeder stehende Gewerbebetrieb, soweit für ihn im Inland eine Betriebsstätte unterhalten wird (§ 2 GewStG). Hat ein Unternehmen mehr als eine Betriebsstätte, so ist der Gewerbeertrag zu zerlegen, so dass jeder Belegenheitsgemeinde ein Teil des Gewerbesteueraufkommens zusteht. Maßstab für die Zerlegung ist regelmäßig das Verhältnis der Lohnsummen, vgl. §§ 28 ff. GewStG.

### Einkommensteuer/Körperschaftsteuer
Personen, die im Inland keinen Wohnsitz oder gewöhnlichen Aufenthalt haben, sind beschränkt einkommensteuerpflichtig, wenn sie inländische Einkünfte im Sinne des § 49 EStG erzielen (§ 1 Abs. 4 EStG). Körperschaften, die weder ihre Geschäftsleitung noch ihren Sitz im Inland haben, sind mit ihren inländischen Einkünften körperschaftsteuerpflichtig (§ 2 KStG). Inländische Einkünfte sind Einkünfte aus Gewerbebetrieb, die in einer im Inland gelegenen Betriebsstätte erwirtschaftet werden (§ 49 Abs. 1 Nr. 2 Buchstabe a EStG).
Unbeschränkt steuerpflichtige Personen und Körperschaften unterliegen grundsätzlich mit ihrem Welteinkommen der deutschen Besteuerung. In Betriebsstätten im Ausland erwirtschaftete Erträge fließen in die inländische Steuerbemessungsgrundlage ein. Auf solche ausländischen Betriebsstätteneinkünfte wird aber auch der Betriebsstättenstaat steuerlich zugreifen. Nach innerstaatlichem Recht kann – zur Vermeidung oder Verminderung einer doppelten Besteuerung derselben Gewinne – eine solche im Ausland erhobene, vergleichbare Steuer auf die inländische Steuer (maximal in Höhe der darauf entfallenden inländischen Steuer) angerechnet werden (§ 34c EStG, sog. Anrechnungsmethode). Besteht zwischen den beteiligten Staaten ein Doppelbesteuerungsabkommen (siehe unten Bilaterales Abkommensrecht), kann nach diesem ggf. der Gewinn der ausländischen Betriebsstätte freigestellt, d. h. aus der inländischen Bemessungsgrundlage eliminiert werden und unterliegt dann nur im Belegenheitsstaat der Besteuerung (sog. Freistellungsmethode). Anderenfalls gilt die Anrechnungsmethode, vergleichbar dem innerstaatlichen Recht. Erzielt die nicht in einem EU-Mitgliedstaat oder EWR-Staat belegene ausländische Betriebsstätte Verluste, können diese nur mit positiven Einkünften aus anderen Betriebsstätten im selben Staat verrechnet werden; ein Überhang kann vorgetragen werden und wird bei der Besteuerung darüber hinaus nicht berücksichtigt (vgl. § 2a Abs. 1 EStG), es sei denn, die betroffene Betriebsstätte übt zu mindestens 90 % sog. aktive Tätigkeiten aus, z. B. Herstellung und Lieferung von Waren (§ 2a Abs. 2 EStG). Verluste aus EU- oder EWR-Betriebsstätten sind im Regelfall im Rahmen der inländischen Bemessungsgrundlage gewinnmindernd zu berücksichtigen, können also mit inländischen Gewinnen verrechnet werden.

## Bilaterales Abkommensrecht
Wird ein Unternehmen in mehreren Staaten unternehmerisch tätig, darf jeder Staat diejenigen Erträge besteuern, für die sich ein Anknüpfungspunkt auf seinem Hoheitsgebiet ergibt. Da eine mehrfache Besteuerung unternehmerischer Gewinne vermieden werden soll, haben verschiedene Staaten Doppelbesteuerungsabkommen geschlossen, in denen sie das Besteuerungsrecht untereinander „aufteilen“.
Deutschland hat das Übereinkommen über die Beseitigung der Doppelbesteuerung im Falle von Gewinnberichtigungen zwischen verbundenen Unternehmen unterzeichnet, das sich im Streitfalle mit der Ermittlung von Preisen für Lieferungen und Leistungen in multinationalen Konzernen befasst. Übt ein Unternehmen seine Geschäftstätigkeit in einem anderen Staat durch eine dort belegene Betriebsstätte aus, können die Gewinne des Unternehmens insoweit in dem anderen Staat besteuert werden, als sie dieser Betriebsstätte zugerechnet werden können (Art. 7 OECD-MA 2008/2010).
Abkommensrechtlich bedeutet „Betriebsstätte“ eine feste Geschäftseinrichtung, durch die die Geschäftstätigkeit eines Unternehmens ganz oder teilweise ausgeübt wird (Art. 5 Abs. 1 OECD-MA). Betriebsstätte umfasst nach Art. 5 Abs. 2 OECD-MA insbesondere einen Ort der Leitung, eine Zweigniederlassung, eine Geschäftsstelle, eine Fabrikationsstätte, eine Werkstätte und ein Bergwerk, ein Öl- oder Gasvorkommen, einen Steinbruch oder eine andere Stätte der Ausbeutung von Bodenschätzen. Eine Bauausführung oder Montage ist nur dann eine Betriebsstätte, wenn ihre Dauer zwölf Monate überschreitet (Art. 5 Abs. 3 OECD-MA). Nach Art. 5 Abs. 4 OECD-MA gelten nicht als Betriebsstätten: Einrichtungen, die ausschließlich zur Lagerung, Ausstellung oder Auslieferung von Gütern oder Waren des Unternehmens benutzt werden; Bestände von Gütern oder Waren des Unternehmens, die ausschließlich zur Lagerung, Ausstellung oder Auslieferung unterhalten werden; Bestände von Gütern oder Waren des Unternehmens, die ausschließlich zu dem Zweck unterhalten werden, durch ein anderes Unternehmen bearbeitet oder verarbeitet zu werden; eine feste Geschäftseinrichtung, die ausschließlich zu dem Zweck unterhalten wird, für das Unternehmen Güter oder Waren einzukaufen oder Informationen zu beschaffen; eine feste Geschäftseinrichtung, die ausschließlich zu dem Zweck unterhalten wird, für das Unternehmen andere Tätigkeiten auszuüben, die vorbereitender Art sind oder eine Hilfstätigkeit darstellen; eine feste Geschäftseinrichtung, die ausschließlich zu dem Zweck unterhalten wird, mehrere der vorgenannten Tätigkeiten auszuüben, vorausgesetzt, dass die sich daraus ergebende Gesamttätigkeit der festen Geschäftseinrichtung vorbereitender Art ist oder eine Hilfstätigkeit darstellt.
Art. 5 Abs. 5 OECD-MA umschreibt digitale Betriebsstätten.
Die Tätigkeit eines Maklers, Kommissionärs oder eines anderen unabhängigen Vertreters führt im Regelfall nicht zu einer Betriebsstätte des Auftraggebers, sofern diese im Rahmen ihrer ordentlichen Geschäftstätigkeit handeln (Art. 5 Abs. 6 OECD-MA). Eine Tochtergesellschaft oder andere beherrschte Gesellschaft bildet keine Betriebsstätte der Muttergesellschaft bzw. der herrschenden Gesellschaft (Art. 5 Abs. 7 OECD-MA).
Die abkommensrechtliche Auslegung hat Vorrang vor der nach innerstaatlichem Recht (vgl. Art. 3 Abs. 2 OECD-MA). Doppelbesteuerungsabkommen haben Vorrang vor dem innerstaatlichen Recht (§ 2 Abs. 1 AO).

## Europarecht
Nach Art. 2 Abs. 1 der sog. Mutter-Tochter-Richtlinie (MTRL) ist Betriebsstätte eine feste Geschäftseinrichtung in einem Mitgliedstaat, durch die die Tätigkeit einer Gesellschaft eines anderen Mitgliedstaats ganz oder teilweise ausgeübt wird, sofern die Gewinne dieser Geschäftseinrichtung in dem Mitgliedstaat, in dem sie gelegen ist, nach dem Doppelbesteuerungsabkommen oder – in Ermangelung eines solchen Abkommens – nach innerstaatlichem Recht steuerpflichtig sind (Art. 2 Abs. 1 MTRL).